# Povijesni razvoj klimatologije

## Razvoj klimatologije do instrumentalnog razdoblja
Još od najranijih razdoblja povijesti čovječanstva čovjek je pratio vremenske pojave, koje su velikim dijelom diktirale tempo svakodnevnog života, ali i tijek društveno-gospodarskih aktivnosti kroz godinu. Vremenske su prilike nerijetko ulijevale strah (grmljavina, tuča, vjetrovi) ali i predstavljale veliku opasnost (niske temperature, poplave, suše, oluje). Znanja o vremenskim pojavama, stjecana poglavito iskustvom, prenošena su usmeno iz generacije u generaciju.
Prva sustavnija zapažanja provodila su se u starim civilizacijama Egipta, Mezopotomije, Kine, Indije i sl. otkud potiču i prva pisana svjedočanstva. Postoje hijeroglifski zapisi iz 18. st. pr. Kr. iz kojih se doznaje kako su egipatski svećenici predviđali nastup padalina u izvorišnom dijelu Nila, a u skladu s time i vrijeme poplava, o kojima je ovisila poljoprivreda Egipta. Iz istoga je milleua i biblijska pripovijest o 7 sušnih i 7 plodnih (znači bogatih padalinama s klimatološkog aspekta) godina iz poglavlja o Jakovu i Josipu u Knjizi Postanka (Postanak, 41, 1-36).
Razvoj znanosti o prirodi, a tako i prvi pravi počeci klimatologije postižu značajan napredak u helenskoj i helenističkoj kulturi i civilizaciji. Stari su grčki filozofi, prvi među njima Hipokrat (461. – 357.), smatrali kako klima ovisi samo o kutu upada Sunčevih zraka na pojedinim dijelovima Zemljine površine (otud i naziv klima!). Aristotel je u 4. st. pr. Kr. Napisao djelo Meteorologica u kojem je dan prvi opis atmosferskih pojava s tumačenjem njihovog postanka. Aristotel je opisao sve poznate vremenske pojave, prije svega oborine, vjetrove, munje, grmljavinu i sl. I drugi su se grčki znanstvenici bavili meteorologijom i klimatologijom, ali samo na temelju jednostavnih zapažanja u prirodi te filozofskih promišljanja. Posebno se ističe grčki geograf Strabon (63. pr. Kr.–19. po Kr.), koji je interirao grčku i rimsku kulturnu tradiciju. Strabon u svom djelu Geografija dijeli Zemlju u pet klimatskih zona: žarki pojas, sjeverni i južni umjereni pojas te sjeverni i južni hladni pojas (citirati poglavlja iz Kozličić, 1990., 18-19).
Grci su primjenjivali prvi poznati meteorološki instrument, vjetrulju, kojom su određivali smjer vjetra.
Rimljani nisu značajnije razvijali klimatologiju. Spoznaje o vremenu i klimi nastojali su staviti u službu prakse (vojske, uprave i dr.) – poznati rimski prakticizam. Zanimljivo je Vergilijevo djelo Uputa o predviđanju vremena te poglavlje o vjetrovima (ruža vjetrova!) u Vitruvijevom djelu Deset knjiga o arhitekturi.
Tijekom srednjeg vijeka klimatologija se slabije razvijala. Poznati su tek podatci iz crkvenih ljetopisa o vremenskim pojavama i nepogodama. I tijekom instrumentalnog perioda razvoja klimatologije, sve do 19. st. zabilješke iz crkvenih i svjetovnih ljetopisa bit će jedini trag o zapažanju vremenskih pojava (citirati poglavlja iz ljetopisa franjevačkog samostana u Makarskoj autora fra Pavla Šilobadovića  /17 st./ i fra Nikole Gojaka  /18. st./ iz Penzar i dr., 2001., 16-17). Pojedini hrvatski znanstvenici pisali su rasprave o vremenu i klimi: npr. Dubrovčanin Benedikt Kotruljević (15. st.) u djelu De navigatione piše o vjetrovima, a drugi Dubrovčanin, glasoviti kozmograf Lujo Đurašević, u djelu Cosmographicae commentaria posebno poglavlje posvećuje klimi i vjetrovima (De ventis; poč. 16. st.).

## Razvoj klimatologije tijekom instrumentalnog razdoblja
Znanstveni razvitak meteorologije i klimatologije počinje tek od druge pol. 17. st. kada se primjenjuju prvi instrumenti za mjerenje pojedinih klimatskih (meteoroloških) elemenata. Pojedini fizikalni procesi i pojave u atmosferi počinju se sustavno mjeriti i bilježiti. Analiza i usporedba izmjerenih vrijednosti pojedinih klimatskih veličina omogućila je egzaktniji metodološki pristup proučavanju vremena i klime. Prva organizirana meteorološka mjerenja pomoću meteoroloških instrumenata počela su u Parizu 1664. U Hrvatskoj se prva sustavna meteorološka mjerenja provode u Dubrovniku (1851.) i Zadru (1854.) premda je i prije bilo sporadičnih mjerenja. U Zagrebu se meteorološka mjerenja odvijaju bez prekida od 1852.
Galilei je 1611. konstruirao termometar na tekućinu, Torricelli je 1643. izumio živin barometar (F. Perier je prema Pascalovim uputama prvi uočio kako s porastom visine tlak zraka pada), Hook je 1667. konstruirao anemometar s njihalom, a de Saussure je 1783. konstruirao higrometar na vlas. Time je samo počelo razdoblje izuma i primjene sve složenijih meteoroloških instrumenata. Santorio Santorio (1561. – 1636.) iz Istre, konstruirao je još krajem 16. stoljeća pojedine meteorološke instrumente (termometar, higrometar i anemometar), kojima je na frankopanskim posjedima u Hrvatskoj mjerio vremenske prilike. O Santoriju se do sada nije dovoljno pisalo u hrvatskoj i inozemnoj literaturi.

## Prve klimatološke znanstvene rasprave
Robert Hooke izradio je 1670. prvu tablicu odnosa tlaka zraka i tipa vremena (stupac žive u termometru mjeri u inchima). Hook međutim, griješi jer vrijeme ne ovisi samo o tlaku zraka već i brojnim drugim klimatskim veličinama. 
Edmond Halley je 1686. napisao raspravu o pasatima i monsunima tumačeći sustav vjetrova rasporedom područja različitih vrijednosti temperature i tlaka zraka od ekvatora prema polovima. Tako među prvima daje prilog proučavanju globalne cirkulacije atmosfere. U raspravi je objavio prvu kartu vjetrova u tropskim i suptropskim područjima na Zemlji.
G. Hadley je 1735. dokazao da na smjer pasata i monsuna djeluje rotacija Zemlje (devijacija). J. A. C. Charles krajem 18. st. prvi obavlja mjerenja temperature i tlaka zraka u balonu. H. W. Brandes je 1816. na karti po prvi put istodobno predočio raspored tlaka zraka i vjetrova na Zemlji. Na taj je način dao prvi pregled (sinopsis) najvažnijih vremenskih zbivanja na velikom prostoru. U meteorologiju je tako uveo sinoptičku metodu. Izradu sinoptičkih karata većih područja Zemljine površine omogućila je primjena telegrafa (S. Morse, 1837.), koji je omogućio brzo prikupljanje podataka iz brojnih meteoroloških postaja.
Osnivačem moderne znanosti o klimi smatra se njemački geograf Alexander von Humboldt (1769. – 1859.). Humboldt je smatrao promatranja i mjerenja glavnim geografskim metodama pa je mnogo putovao (po Europi, Aziji i Americi). Klimu je definirao kao skup svih promjena u atmosferi koji primjetno djeluje na ljudski organizam i na aktivnosti čovjeka. Prvi je uveo i primijenio pojam izoterma (karta prosječnih siječanjskih izotermi sjeverne hemisfere iz 1817. i karta izotermi svijeta iz 1845.). Razradio je pojam kontinentalnosti i kontinentalne klime.
Povod razvoju meteorološke službe, koja se bavi prikupljanjem i obradom meteoroloških podataka iz meteoroloških postaja, bila je nesretna epizoda tijekom Krimskog rata. Naime, 14. studenog 1854. iznenadna oluja uništila je velik dio britansko-francuske flote. Francuski astronom Le Verrier objasnio je kako se ta katastrofa mogla izbjeći da su zapovjednici posjedovali sinoptičke karte na kojima se mogao uočiti nastup oluje. Na osnovi tog zaključka osnovana je 1856. meteorološka služba u Parizu, kojoj je podatke pružalo 10-ak europskih zemalja. Na osnovi prikupljenih vrijednosti za pojedine meteorološke elemente metodama matematičke statistike znanstvenici su nastojali utvrditi osnovne klimatske zakonitosti. 
Primjenu statističkih metoda u klimatologiji razradio je austrijski klimatolog Julius Hann (1839. – 1921.). Hann je klimu definirao kao srednje stanje klimatskih elemenata nad nekim područjem. Zanimljivo je kako je za svoje rasprave koristio podatke iz hrvatskih meteoroloških postaja, npr. za objašnjenje pojma maritimnosti koristio je meteorološke podatke iz Hvara.
Metodologija Hannovih klimatoloških istraživanja temeljila se na određivanju i uspoređivanju aritmetičkih srednjih vrijednosti pojedinih klimatskih elemenata. Međutim, postavlja se pitanje kakvo fizikalno značenje, a s time i posljedice u geografskom prostoru, ima aritmetička sredina bilo kojeg klimatskog elementa. Postojala je naime, opasnost da se klimatologija formalizira.
E. Huntigton je u djelima The Pulse of Asia (1907.) i Civilization and Climate (1915.) nastojao objasniti utjecaj klime i klimatskih promjena na život ljudi. On je smatrao da su masovne povijesne migracije nomadskog stanovništva Srednje Azije (Huni, Mongoli) bile pokretane izmjenama suhih i vlažnih razdoblja. 
Razumijevanju globalnoga klimatskog sustava početkom 20. stoljeća znatno je pridonio Wladimir Köppen, koji je 1918. godine klasificirao klimu izdvojivši klimatske tipove i zone, koji se i danas najčešće uzimaju relevantnima u klimatskim i geografskim istraživanjima. Kasnije je Köppenova klasifikacija dopunjavana.
Norveška klimatološka škola na čelu s Carl Anton Bjerknesom i Vilhelmom Bjerknesom (1862. – 1951.) pridonijela je spoznajama o zračnim masama i frontama postavljajući principe sinoptičke klimatologije. Vilhelm Bjerknes primijenio je hidrodinamiku na gibanja u atmosferi i oceanima te na temelju toga razvio teoriju polarne fronte i valnu teoriju ciklona.
Švedski klimatolog Tor Bergeron 1930. postavio je temelje dinamičkoj klimatologiji. Bergeron je tumačio vezu klime pojedinih dijelova Zemlje u ovisnosti s općom cirkulacijom atmosfere, zračnim masama i frontalnim zonama.
Razvoju klimatologije pridonijeli su i drugi znanstvenici, npr. de Martone, Philippson, Penk, Kelvin, Rossby, Conrad i dr.
Conrad je dao danas općeprihvaćenu definiciju klime: klima je prosječan tijek vremena nad određenim dijelom Zemljine površine tijekom određenog razdoblja.
Klimatološka istraživanja najvećim se dijelom temelje na meteorološkim podatcima. Kako pojedini klimatski elementi ne ovise o državnim granicama to se rano pojavila potreba međunarodne suradnje pri prikupljanju i razmjeni meteoroloških podataka.
Godine 1873. u Beču je osnovana Međunarodna meteorološka organizacija (International Meteorological Organization – IMO). Godine 1951. IMO je preustrojen u Svjetsku meteorološku organizaciju (World Meteorological Organization – WMO) sa sjedištem u Ženevi. WMO ima status međuvladine agencije vezane za UN. Nakon stjecanja neovisnosti punopravni je član WMO-a i Hrvatska. 

## Suvremena istraživanje
IMO, a potom i WMO bili su organizatori znanstvenih istraživanja globalnih razmjera, primjerice istraživanja u sklopu međunarodnih polarnih godina 1882./83. i 1932./33., međunarodne geofizičke godine 1957./58., svjetskog programa atmosferskih istraživanja 1972., klimatskog programa CLICOM i dr. 
Znanstvena meteorološka i klimatološka istraživanja na odgovarajući način prate međunarodne klimatske konferencije. Posebno je aktualan protokol potpisan od većine zemalja svijeta u Kyotu 1997. (SAD su, zbog svoje unutrašnje politike, odugovlačile s potpisivanjem protokola). 
Fokusi istraživanja suvremene klimatologije jesu atmosfera koja se shvaća kao prirodni resurs, zatim umjetno stvorene klime (tzv. gradske klime) te onečišćenje zraka. Posljednjih godina klimatolozi se posebno zanimaju za kompleksnu problematiku globalnog zatopljenja. 
Od sredine 20. stoljeća bitno se promijenila sama priroda meteoroloških i klimatoloških istraživanja jer se podatci više ne prikupljaju samo iz meteoroloških postaja točkasto (različite gustoće) razmještenih na površini Zemlje. Posebno značenje imaju daljinska istraživanja (remote sensing), u početku radarska, a u novije vrijeme satelitska snimanja tzv. geostacionarnim meteorološkim satelitima (npr. METEOSAT – europski geostacionirani meteorološki satelit, koji snima za potrebe Europe, Afrike i dijela Južne Amerike). Geostacionirani meteorološki sateliti snimaju neke površine pa daju arealni prikaz klimatoloških elemenata.

## Podjela klimatologije
Zbog razvoja klimatologije došlo je i do njene podjele na pojedine znanstvene discipline. U okviru opće ili fizičke klimatologije razvile su se:       
- analitička klimatologija → proučava atmosferu, atmosferske procese, vode u atmosferi i cirkulaciju atmosfere;
- sinoptička klimatologija → proučava zračne mase i fronte, tipove vremena, obuhvaća izradu sinoptičkih karata;
- opća klimatologija → bavi se klasifikacijom klima te promjenama klime različitog reda veličine;
- regionalna klimatologija → bavi se klimatskim obilježjima pojedinih regija, tj. država ili dijelova površine Zemlje.

Posebno se razvija i primijenjena ili aplikativna klimatologija, koja proučava vrijeme i klimu s različitih stajališta, odnosno za potrebe različitih struka i znanosti, primjerice agroklimatologija, medicinska klimatologija, bioklimatologija, klimatologija u funkciji prostornog planiranja i dr.

## Poveznice
- klimatologija
- sastav i podjela atmosfere